# 南方十字 (无字小说)

核试验将太平洋岛屿摧毁

《南方十字》（英語：Southern Cross）是加拿大美术家劳伦斯·海德唯一的无字小说，于1951年出版，共118张木雕版画，描述核试验对太平洋岛原住民的影响，以此表达对美国军方在比基尼环礁核试验的愤怒。
无字小说在20世纪20至30年代蓬勃发展，但40年代渐趋式微，创作者都已放弃。海德很熟悉林德·沃德、奥托·努克及无字小说先驱法朗士·麦绥莱勒的作品。《南方十字》采用木雕版画上很罕见的动态弯曲线条，人物周围是占据绝对主导的黑色，图像采用抽象风格，与细节逼真的动植物对比鲜明。作品赢得漫画界赞誉，虽未直接影响加拿大漫画，但依然被视为该国图像小说的前身。

## 内容简介
美军军方将某太平洋岛屿上的居民撤离，准备在岛上试验核武器。人员疏散期间，渔民杀死企图强奸他妻子的醉酒军人，两人带着孩子躲进丛林。核武器随后引爆，小孩亲眼目睹双亲丧命，岛上环境发生翻天覆地的变化。

## 背景

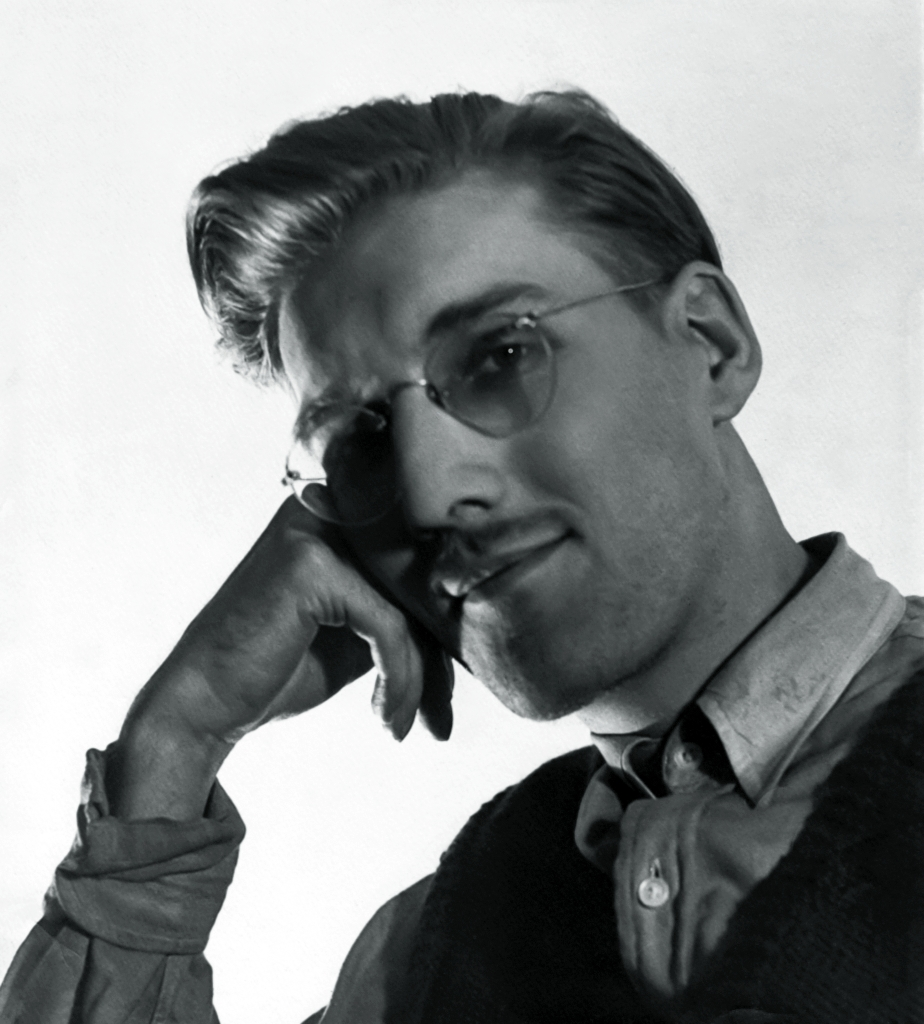
1945年的劳伦斯·海德

1914年，劳伦斯·海德（Laurence Hyde）在英格兰泰晤士河畔金斯顿出生，后于1926年与家人移居加拿大。1928年，海德一家定居多伦多，劳伦斯在中央技术学校（Central Technical School）学美术。画家保罗·纳什（Paul Nash）、版画家埃里克·吉尔（Eric Gill）、罗克韦尔·肯特（Rockwell Kent）和林德·沃德（Lynd Ward）对他的艺术影响最大，其中肯特和沃德还与他保持通信往来。
海德从20世纪30年代开始创作商业钢笔插画和刮板插画，经营广告插画公司，还为书籍创作木雕版画和油毡浮雕版画。他曾打算创作《发现》（Discovery）和《麦克白》（Macbeth）两个系列版画，但都没有坚持下来。1942年，海德开始在渥太华为加拿大国家电影局工作，直到1972年退休。
无字小说曾在20世纪20至30年代红极一时，但到40年代已经式微，作品大多通过戏剧化手段体现社会不公。海德对沃德的作品及奥托·努克（Otto Nückel）的《命运》很熟悉。弗拉芒语作家法朗士·麦绥莱勒是无字小说的先驱，创作数量远超其他作家，海德曾于1949年看过他1919年的作品《激情之旅》（Passionate Journey）美国版。与各位前辈一样，海德也会在作品中表达左派主张。《南方十字》面世时，无字小说早已淡出公众视野，海德为此特地附上历史文献引导读者。他还邀请沃德校对历史文献，但整部作品尚未修订便已发表，所以文中依然存在几处错误，如麦绥莱勒的名字应该是（法朗士），但文中写成（“汉斯”），沃德共有六部无字小说，但文中只列出四部。

## 创作和出版
文字能够表达非常复杂而奥妙的概念……但从通用且直截了当的角度来看，图片在一定情况下胜过千言万语。一切都取决于你想表达的东西。——劳伦斯·海德，《南方十字》后记

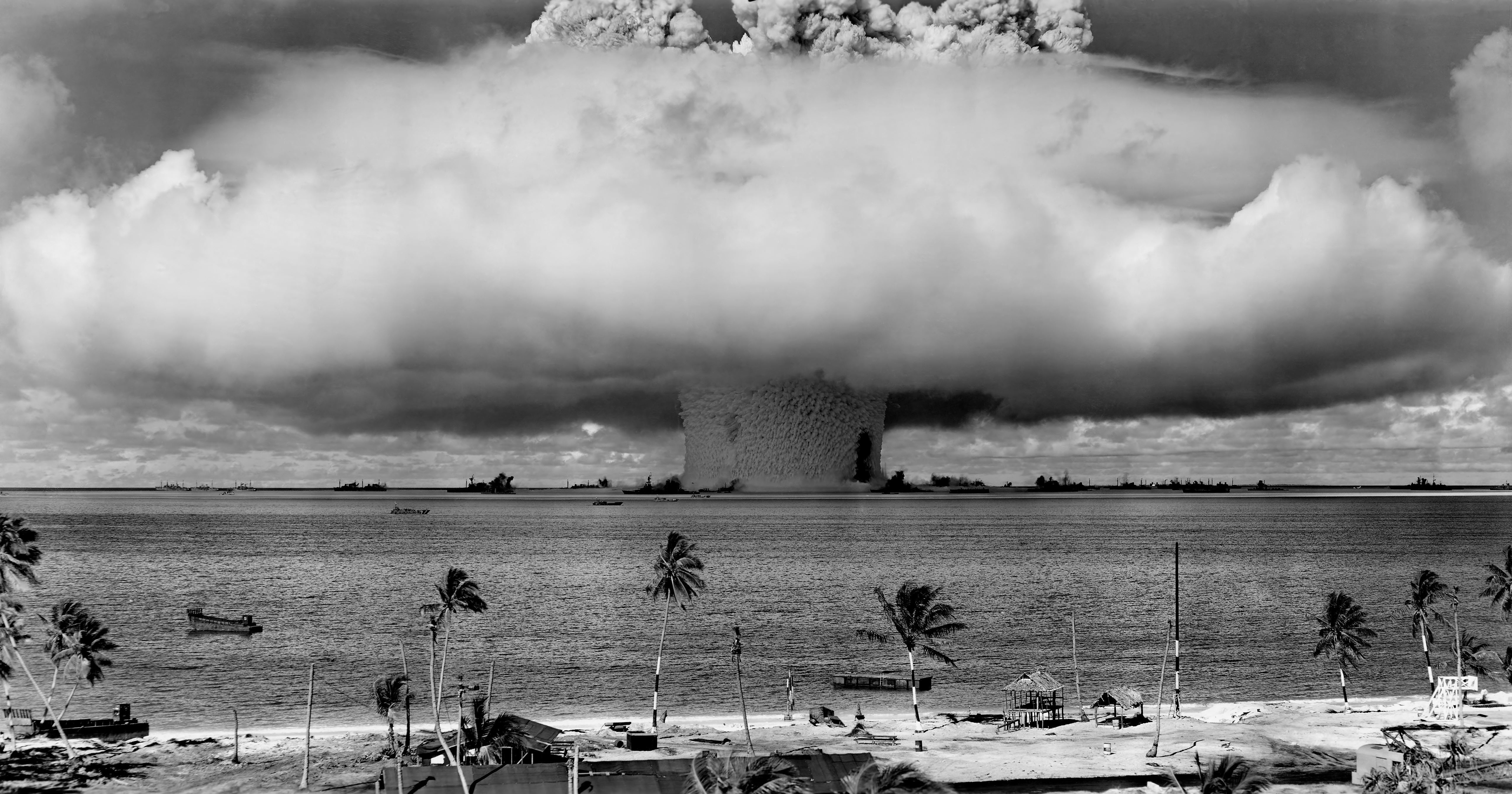
1946年比基尼环礁核试验促使海德创作《南方十字》

美国军方使用原子弹轰炸日本后，于1946年在比基尼环礁继续开展核试验，海德对此深感愤怒，《南方十字》因此诞生。创作从1948年开始，1951年完成，画面规格10.2×7.6厘米，分割画面的空白间距较大，交叉点（中心点）位于页面从上往下约三分之一处。但描绘核弹爆炸场面的一页例外，该页为18×15厘米通版规格，整页图像还出血到页外。海德在创作时采用木雕版画上很罕见的动态弯曲线条，人物周围是占据绝对主导的黑色，图像采用抽象风格，与细节逼真的动植物对比鲜明。
1951年，《南方十字》经沃德·里奇出版社（Ward Ritchie Press）限量发行。书籍采用和纸印刷，图像印在右页，左页保持空白，引言由罗克韦尔·肯特执笔。海德在书尾向红十字会和教友派致敬。书籍打印时他不在场，所以一些刻得不够深的地方没有补刻，导致印刷效果不够完美。
《南方十字》于2007年两度再版，绘图和季刊出版社（Drawn and Quarterly）的豪华摹本版中有无字小说史学家大卫·贝罗内（David Beronä）撰写的引言和海德的多篇文章；乔治·沃克（George Walker）将《南方十字》收入无字小说选集《图形见证》（Graphic Witness）。

## 评价和影响
人……能够用言语自我束缚，甚至能说服自己把原子弹像激烈象棋赛中的妙着般投向素昧平生的人。应该用图像之类更加简明的东西来提醒他，轰炸无辜民众到底是什么感觉。——诺斯罗普·弗莱，1952年加拿大广播公司评论

法朗士·麦绥莱勒1919年推出的《受难之旅》和其他无字小说对海德的艺术影响很大

1952年，文学评论家诺斯罗普·弗莱在加拿大广播公司谈话节目称赞海德的创作功底，但他感觉《南方十字》不值得购买，“除非你觉得里面的木刻版画分开来看都很有价值”。他觉得作品内容不够连贯，花了那么长时间创作，却只要一小会儿就能看完。在他看来，全书最有价值的内容就是以视觉手段表现核武器对生命的摧残。
漫画评论家肖恩·罗杰斯（Sean Rogers）正面评价《南方十字》，特别称赞作品的节奏和动作场面，但感觉不及麦绥莱勒的《激情之旅》或沃德1937年的《眩晕》（Vertigo）那般震撼。在他看来，书中的反核理念不及一些后来作品深刻，如中泽启治的《赤脚阿元》，以及加里·潘特（Gary Panter）的《金宝》（Jimbo）。漫画学者罗杰·萨宾（Roger Sabin）觉得《南方十字》虽然“动机良好”，但却只是“流于表面的鼓动宣传”，无法让人信服。评论家埃里克·辛顿（Erik Hinton）对书中画作青眼有加，觉得作品反映出后人对历史的表述，以及对现代战争毁灭力度的焦虑，不过在他看来，沃德等先辈比海德更能准确把握无字小说的精髓。
《南方十字》赢得漫画界赞誉，虽未直接影响加拿大漫画，但依然被视为加拿大图像小说的前身。20世纪50年代加拿大漫书主要面向书籍鉴赏家，与同时代面向消费者的廉价娱乐品天差地远。1952年，《南方十字》获加拿大国立美术馆收藏，1987年又获本拿比美术馆（Burnaby Art Gallery）收藏。2008年，《南方十字》获加拿大漫画道格·赖特奖（Doug Wright Awards for Canadian Cartooning）最佳图书荣誉奖，海德的儿子安东尼（Anthony）代父领奖。

## 脚注
1. 1 2 3  Beronä 2008，第213頁.
2. ↑  Beronä 2008，第214–215頁.
3. 1 2 3 4  Hyde & Beronä 2007.
4. ↑  Walker 2007，第31頁.
5. 1 2 3  Rogers 2008b.
6. ↑  Cohen 1977，第195頁.
7. 1 2  Bell 2006，第103頁.
8. ↑  A.V. Club staff 2007.
9. ↑  Beauman 2007.
10. 1 2 3  Beronä 2008，第214頁.
11. 1 2  Beronä 2008，第215頁.
12. 1 2 3  Hinton 2008.
13. 1 2  National Gallery of Canada staff.
14. 1 2  Pantaleo 2008.
15. ↑  Cohen 1977，第195頁; Beronä 2008，第216頁.
16. 1 2 3  Frye 2002，第314頁.
17. ↑  Sabin 2007.
18. 1 2  Spurgeon 2010.
19. ↑  Rogers 2008a.